# カミロ・ダーサ・アルバレス
カミロ・ダーサ・アルバレス（Camilo Daza Álvarez、1898年6月25日 - 1975年3月18日）は、コロンビアの飛行士。

## 生涯
コロンビアのパンプロナで生まれた。1919年に、彼は飛行機を操縦する最初のコロンビア人になり、コロンビアの航空の創設者であると考えられている。彼はコロンビア空軍（スペイン語：FuerzaAéreaColombiana）で准将の地位を保持していた。
ククタのカミロダーサ国際空港は彼にちなんで名付けられ、彼の功績を称える像が展示されている。また、 ComandoAéreodeTransporte Militar （CATAM）にサービスを提供する空軍基地は、彼にちなんで名付けられた。